# Morgawr (personaggio)
Personaggio fittizio del ciclo del Viaggio della Jerle Shannara scritto da Terry Brooks, ed in particolare nel terzo libro della serie, L'ultima magia.
È un potente stregone votato al male, risultato di un incrocio fra le razze umana e mwellret. Ha la sua dimora nella Malaterra, zona del continente immaginario delle Quattro Terre.
Specializzato nell'uso della magia nera, si nutre "divorando" l'anima e la mente dei suoi nemici, trasformandoli in marionette incapaci di ragionamento da asservire ai suoi scopi. Questa pratica incrementa la sua forza vitale ed il suo potere, e lo rende in grado di ingannare la morte prolungando a dismisura la durata della sua vita.
È il responsabile dell'uccisione dei genitori di Bek e Grianne Ohmsford, che rapisce quando è solo una bambina, allo scopo di educarla ed addestrarla nell'uso della magia, per farne la sua erede ed alleata contro il druido Walker Boh, che tramite astute menzogne rende colpevole della strage capitata alla sua famiglia.
Alla fine della saga si scontra con Grianne nelle rovine del castello sull'isola di Mephitic: durante un devastante duello magico all'inizio del quale i due avversari sembrano di pari potenza, alla fine prevale l'oscura magia dello stregone che pare essere invincibile. Sopraffatta Grianne è ad un passo dal finirla, quando interviene in suo aiuto il fratello Bek, che scatena contro il Morgawr lo spirito guardiano del castello al quale Grianne unirà le forze, riuscendo faticosamente ad uccidere lo stregone.